# René Van Goidsenhoven
Renaat (René) Van Goidsenhoven (ca. 1929 – 2 februari 2017) was een Belgisch politicus voor de VLD.

## Levensloop
Van Goidsenhoven deed aanvankelijk aan bodemonderzoek. Daarvoor trok hij België door met een caravan. Ook was hij een tijdlang werkzaam als dijkwachter van 'Watering De Molenbeek'. Op 10 april 1961 richtte hij met zijn broer Guust 'boomkwekerij Van Goidsenhoven' op te Holsbeek, dat later zou uitgroeide tot 'Plantencentrum Van Goidsenhoven'. Aanvankelijk was deze vooral gericht op de kweek van populieren, later ook fruitbomen.
In 1970 trad hij toe tot de gemeenteraad in deze Brabantse gemeente. Lokaal kwam hij op voor het liberale Gemeentebelangen. Na de gemeenteraadsverkiezingen van 1982 vormde hij een coalitie met de SP en werd hij burgemeester, een functie die hij uitoefende tot 2000. Hij volgde in deze hoedanigheid Jules Delauré op, zelf werd hij opgevolgd door Hans Eyssen. Onder zijn bewind werd jeugdhuis 'Zorba', een nieuw gemeentehuis, diverse nieuwe schoolgebouwen en een buurthuis te Nieuwrode gebouwd. Ook realiseerde hij onder meer de renovatie van het kasteel van Horst en het Wagenhuys.
Voorts zetelde Van Goidsenhoven in de Vlaamse Hoge Bosraad en was hij medestichter van de 'Wildbeheereenheid Land van Demer, Dijle en Winge'.